# Nikaya
Nikāya es un término en idioma pali que significa 'volumen' y se utiliza de forma similar al término sánscrito Āgama, 'cesta' en el sentido de colección, ensamblaje o grupo tanto en pāḷi como en sánscrito.
Se utiliza normalmente en referencia a textos budistas del Sutta-pitaka, pero también hace referencia a las divisiones monásticas del budismo theravada.

## Otro significado actual
Además, Nikāya se utiliza en los estudios contemporáneos para hacer referencia a las escuelas del budismo temprano
Budismo Nikāya es un término general que designa aquellas escuelas de budismo que sólo aceptan como auténticos los sutras contenidos en el Canon Pāli.
Históricamente existieron varias escuelas Nikaya, de las cuales solo queda una, que es una corriente dentro la escuela Theravāda.